# Najdymowo
Najdymowo (deutsch Neudims) ist ein Ort in der polnischen Woiwodschaft Ermland-Masuren. Er gehört zur Gmina Biskupiec (Stadt- und Landgemeinde Bischofsburg) im Powiat Olsztyński (Kreis Allenstein).

## Geographische Lage
Najdymowo liegt in der nördlichen Mitte der Woiwodschaft Ermland-Masuren, 26 Kilometer südwestlich der früheren Kreisstadt Rößel (polnisch Reszel) bzw. 30 Kilometer nordöstlich der heutigen Kreismetropole und auch Woiwodschaftshauptstadt Olsztyn (deutsch Allenstein).

## Geschichte
1380 ist das Gründungsjahr des seinerzeit bis vor 1785 Neudemps genannten Dorfes. Im Jahre 1785 wurde es als königliches Dorf mit 39 Feuerstellen erwähnt, im Jahre 1820 als königliches Dorf mit 49 Feuerstellen bei 266 Einwohnern.
Als 1874 der Amtsbezirk Wengoyen (polnisch Węgój) im ostpreußischen Kreis Rößel      gebildet wurde, gehörte Neudims zu den einbezogenen Orten.
1632 Einwohner waren im Jahre 1885 in Neudims registriert, im Jahre 1910 waren es bereits 735, und ihre Zahl belief sich 1933 auf 718 und 1939 bereits auf 794.
Das gesamte südliche Ostpreußen kam 1945 in Kriegsfolge zu Polen. In diesem Zusammenhang erhielt Neudims die polnische Namensform „Najdymowo“ und ist heute eine Ortschaft innerhalb der Stadt- und Landgemeinde Biskupiec (Bischofsburg) im Powiat Olsztyński (Kreis Allenstein), von 1975 bis 1998 der Woiwodschaft Olsztyn, seither der Woiwodschaft Ermland-Masuren zugeordnet.
Etwa 1 Kilometer östlich des Dorfes liegt die durch den Betrieb eines Ziegeleiwerkes beherrschte Ortschaft Najdymowo-Cegielnia.

## Kirche
Bis 1945 war Neudims in die evangelische Kirche Bischofsburg (polnisch Biskupiec) in der Kirchenprovinz Ostpreußen der Kirche der Altpreußischen Union, außerdem in die römisch-katholische Kirche Wengoyen (polnisch Węoj) im damaligen Bistum Ermland eingepfarrt.
Auch heute gehört Najdymowo zur katholischen Pfarrei Węgój, jetzt allerdings im Erzbistum Ermland gelegen. Evangelischerseits ist das Dorf der Kapellengemeinde Biskupiec zugeordnet, einer Filialgemeinde der Kirche Sorkwity (Sorquitten) in der Diözese Masuren der Evangelisch-Augsburgischen Kirche in Polen.

## Verkehr
Najdymowo liegt an einer Nebenstraße, die bei Biskupiec (Bischofsburg) von der polnischen Landesstraße 57 (einstige deutsche Reichsstraße 128) abzweigt und direkt in den Ort führt. Eine weitere Nebenstraße zweigt bei Rzeck (Ridbach) von der – derzeit im Ausbau zur Schnellstraße S 16 begriffenen – polnischen Landesstraße 16 (frühere deutsche Reichsstraße 127) ab und führt über Najdymowo nach Droszewo (Kunzkeim).
Eine Anbindung an den Bahnverkehr besteht nicht.